# Бабій (фільм, 1990)
Бабій (рос. Бабник) — художній фільм, комедія режисера Анатолія Ейрамджана. Один з небагатьох фільмів, де Олександр Ширвіндт зіграв головну роль.

## Сюжет
Це історія про немолодого чоловіка, сенс життя якого - жінки. Аркадій, так звуть нашого героя, проносить це своє захоплення через все життя і, мабуть, не набридло йому, старому холостяку, це заняття. Так би й жив далі - від зустрічі з однією жінкою до знайомства або розставання з іншого, якби раптом не приїхав до нього син від першого шлюбу - Коля, хлопчик, обдарований математичними здібностями, за що і перевели його в московський ВНЗ.

## У ролях
- Олександр Ширвіндт — Аркадій
- Ірина Муравйова — Марина, закохана в Аркадія
- Михайло Державін — Михайло Дмитрович, шеф Аркадія
- Роксана Бабаян — Римма, дружина Михайла Дмитровича
- Галина Бєляєва — Ольга Семикіна
- Надія Бутирцева — Рая
- Любов Поліщук — Інна
- Олена Скороходова — Альона, валютна повія
- Ірина Шмельова — Людочка, аспірантка
- Спартак Мішулін — Григорій Олександрович
- Максим Воронков — Коля, син Аркадія
- Анастасія Гладкова — Наташа
- Людмила Іванова — Клавдія Матвіївна
- Ольга Дроздова — Віка
- Катерина Зінченко
- Олена Кондулайнен — лаборантка
- Тетяна Лаврентьєва — Марія Михайлівна
- Ірина Малишева — дівчина на виставці
- Людмила Нільська — Ліля
- Олександр Панкратов-Чорний — Геннадій Гнасюк
- Мар'яна Полтева — Люсі, дівчинка на вечірці
- Катерина Редникова — Аріана
- Галина Семенова — Даша
- Любов Соколова — Марія Григорівна, співробітниця ощадкаси

## Знімальна група
- Автор сценарію: Анатолій Ейрамджан
- Режисер: Анатолій Ейрамджан
- Оператор: Філіп Михайлов
- Художник: Павло Каплевич